# Pierre Léon (linguiste)
Pour les articles homonymes, voir Pierre Léon et Léon.
Pierre R. Léon (né le 12 mars 1926 à Ligré en Touraine et mort le 11 septembre 2013 à Toronto au Canada) est un linguiste, phonéticien, écrivain et essayiste franco-canadien.

## Formation et carrière
Pierre Léon obtient un Doctorat de l'Université de Besançon en 1960 et un doctorat d'État ès lettres de la Sorbonne en 1972. Après avoir été assistant à la Sorbonne, maître de conférences à l'Université de Besançon et professeur titulaire à l'Université de Pau, il enseigne à l'Université d'État de l'Ohio à Columbus, puis à l'Université de Toronto où il devient professeur titulaire en 1964 et professeur émérite en 1992. Il collabore à de nombreux magazines français et canadiens.  Il est reconnu comme un père fondateur des revues Studia Phonetica, 3L ainsi que Information et Communication.
Au département d'Études françaises de l'Université de Toronto, il fonde le Laboratoire de recherche en phonétique et s'intéresse entre autres au franco-canadien, aux accents des Français, à la prosodie et à la stylistique vocale.  Il a été nommé Docteur honoris causa de l'Université de Nancy en 1982.
Pour lui rendre hommage et reconnaître ses contributions à la linguistique, ses collègues universitaires du monde entier lui ont offert une Festschrift, soit Mélanges Léon : phonétique, phonostylistique et littérature (Toronto, Mélodie, 1992) sous la direction de Philippe Martin.
Il a été président de la Société des écrivains de Toronto et de la Société de linguistique du Canada.  Commandeur dans l’Ordre des Palmes académiques (France), il est reçu membre de la Société royale du Canada en 1989.

## Publications
Professeur de linguistique à l'Université de Toronto, il publie une trentaine d'ouvrages dans le domaine de la phonétique, de la phonostylistique et de la linguistique, dont L’Analyse du discours (1976) et Précis de phonostylistique, parole et expressivité (1993).
Écrivain, il touche à plusieurs genres, dont le livre pour enfants avec Les voleurs d'étoiles de Saint-Arbroussepoil (1993), le roman avec Sur la piste des Jolicœur (1994), qui lui vaut le Prix Rabelais, et la nouvelle avec le recueil L'Effrontée de Cuba (2007).  Il signe aussi plusieurs récits autobiographiques.

## Ouvrages
Essais
- Introduction à la phonétique corrective, Paris : Hachette-Larousse, 1964
- Prononciation du français standard : Aide-mémoire d'orthoépie à l'usage des étudiants étrangers, Paris : Didier, Linguistique appliquée, 1966
- L’Analyse du discours, 1976
- L'Accent en français contemporain, avec Fernand Carton et Ivan Fónagy, 1979[8]
- Les accents des Français, Hachette, 1981, avec Fernand Carton, Mario Rossi et Denis Autesserre
- Phonétisme et Prononciations du français, Paris, Nathan-Fac, 1992 / 3e édition, 1998 / 4e édition, Armand-Colin, 2005 / 5e édition, Armand-Colin
- Précis de phonostylistique, parole et expressivité, avec Monique Léon, Paris, Nathan-Fac, 1993[9]
- L’Odeur du pain chaud : une enfance en Touraine, avec Monique Léon, Tours, Éditions de La Nouvelle République, 1997
- La prononciation du français, avec Monique Léon, Paris, Nathan, 1997  (ISBN 2091904937) / 4e édition, 2002 / réédité en 2009  (ISBN 978-2200244149)
- Collèges, Amours et Guerre, Chinon, Éditions L’Araignée, 1999
- Le Pied de Dieu : lecture irrespectueuse de la Bible, Toronto, GREF, 2001
- Humour en coin : chroniques canadiennes, Toronto, GREF, 2006
- Structure du français moderne, avec Parth Bhatt et Renée Baligand, Paris, Armand Colin, 2009 / Toronto, Canadian Scholars' Press
- Séduction des hommes et vertus des dieux, Toronto, CMC, 2009
- Phonétique du FLE, avec Monique Maury Léon, Françoise Léon et Alain Thomas, Paris, Armand Colin, 2009
- Petites chroniques françaises, avec Elsa Michaël, Anat Avitz et Sylvie Dejy-Blakeley, Toronto, Canadian Scholars' Press
- Nos jeunes années : Des toits de Paris à ceux de Toronto (1944-64), Ottawa, Vermillon, 2012

Fictions
(Romans)
- Sur la piste des Jolicœur, Montréal, VLB éditeur, 1993 / Paris, Interforum, 1993  (ISBN 2890055493) (Prix Rabelais 1994)
- Faut-il tuer Aline Merlin ?, Illkirch-Graffenstaden, Éditions du Verger, 2001
- Un Huron en Alsace, Toronto, GREF, 2002, réédition 2007  (ISBN 9780921916772) (Prix de la Société d’Histoire)

(Livres pour la jeunesse)
- Grepotame : 250 drôles d'animaux croisés, poèmes et dessins, illustrations de Catherine Guéry, Paris, Fernand Nathan, 1980 (Prix Loisirs jeunes, « Humour et poésie »)
- Les Voleurs d’étoiles de Saint-Arbroussepoil, Montréal, Leméac, 1982
- Pigou et compagnie, Montréal, Hurtubise / Troyes, Les Cahiers Bleus, 1986
- Crocogourou, Welland, Les Éditions du Soleil, 1992 / Crocogaroo, Toronto, Canadian Scholars' Press, 1992
- Pigou, Fiflard et compagnie, Winnipeg, Éditions des Plaines, 1993

(Contes et nouvelles)
- Le Mariage politiquement correct du petit Chaperon rouge, Toronto, GREF, 1996
- Le Papillon à bicyclette : croquis, bestiaire, fables, illustrations de Christine Tripp, Toronto, GREF, 2003 (Prix du Consulat général de France à Toronto)
- L’Effrontée de Cuba, Toronto, GREF, 2007
- La Nuit du subjonctif, Toronto, GREF, 2009

(Poèmes)
- Les Mots d'Arlequin, Sherbrooke, Naaman, 1983
- Chants de la Toundra, traduction et adaptation de poèmes inuits du Canada, Paris, La Découverte / Sherbrooke (Québec), Naaman, 1985
- Les Rognons du chat, Ottawa, Éditions L’Interligne, 1999

(Théâtre)
- La Nuit la plus courte, Toronto, GREF, 1999

## Prix
- Prix Pol-Comiant de l'Académie française en 1966 (avec Monique Léon)[10]
- Prix Loisirs-Jeunes (Humour et poésie) en 1980
- Prix Rabelais en 1994 pour Sur la piste des Jolicœur
- Prix du Consulat de France à Toronto
- Prix Jean-de-la-Fontaine pour la meilleure fable de la francophonie en 1995
- Prix Jean-Baptiste-Rousseaux pour « l’ensemble de son œuvre de linguiste, artiste et écrivain » décernée en 2003 par la Société d’histoire de Toronto